# 唐土訓蒙圖彙
『唐土訓蒙圖彙』（もろこしきんもうずい）は、中国（唐土）の知識を数多く取り入れた江戸時代中期の絵入りの類書（百科事典）。14巻・目録1巻の計15冊、享保4年（1719年）刊。
本書は伊予吉田藩にて御殿医を勤めた平住専安の文に大坂生まれの絵手本画家で浮世絵師である橘守国が挿絵を入れて、享保年間に出版された。中村惕斎による絵入り類書『訓蒙図彙』の体裁にならい、中国に関する知識をわかりやすく図解した書物である。何度も版を重ねた。